# Parochthiphila transversa
Parochthiphila transversa is een vliegensoort uit de familie van de Chamaemyiidae. De wetenschappelijke naam van de soort is voor het eerst geldig gepubliceerd in 1938 door Hennig.